# Ладіслав (Гучко)
Ладіслав Гучко (чеськ. Ladislav Hučko; 16 лютого 1948, Пряшів, Словаччина — 14 січня 2025, Прага) — греко-католицький діяч Чехії та Словаччини, єпископ, з 2003 до смерті очолював Апостольський екзархат греко-католицької церкви в Чехії; до 1990 вчений-геолог.

## Життєпис
Народився в сім'ї греко-католицького священика.
У 1966—1971 вивчав експериментальну фізику у Кошицях. 1972 отримав титул доктора природознавства (RNDr).
1973—1989 мешкав у Братіславі, де присвятив себе дослідницькій праці в царині видобутку нафти й газу. 1987 отримав в Банському інституті в Остраві ступінь кандидата геологічних наук (CSc). Брав участь в неформальних релігійних групах.
Після падіння комуністичного режиму працював редактором у «Католицьких новинах» і систематично вивчав теологію. 1992 стажувався в Латеранському університеті, у 2000 захистив там докторат. По закінченні викладав у Теологічному інституті у Кошицях і водночас виконував духовне служіння у Геріатричному центрі св. Луки.
24 квітня 2003 Папа Іван Павло II іменував його Апостольським Екзархом для католиків візантійського обряду в Чехії і одночасно титулярним єпископом Орейським. Єпископські свячення прийняв 31 травня 2003 у Празі.
2004 на теологічному факультеті в Кошицях отримав звання доцента в царині догматичної теології.
2005 обраний генеральним секретарем Чеської єпископської конференції.